# Liste des gares de la Loire
 (novembre 2023).
Si vous disposez d'ouvrages ou d'articles de référence ou si vous connaissez des sites web de qualité traitant du thème abordé ici, merci de compléter l'article en donnant les références utiles à sa vérifiabilité et en les liant à la section « Notes et références ».

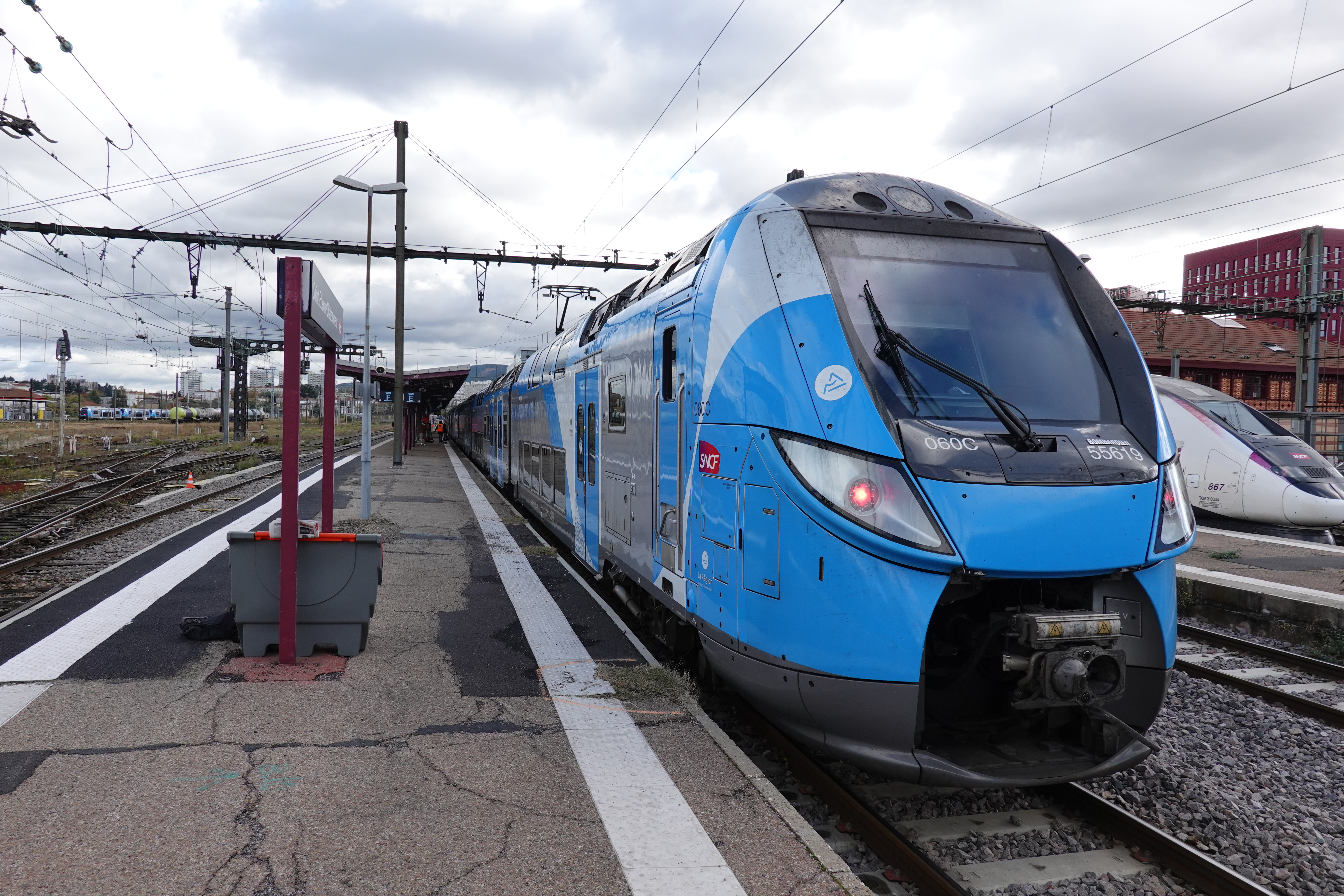
Un TER en gare de Saint-Étienne-Châteaucreux

La liste des gares de la Loire est une liste des gares ferroviaires, haltes ou arrêts, situées dans le département de la Loire, en région Auvergne-Rhône-Alpes.
Gares et haltes, triées par ordre alphabétique, existantes ou ayant existé dans le département de la Loire.

## Gares ferroviaires des lignes du réseau national

### Gares ouvertes au trafic voyageurs
- Gare d'Andrézieux
- Gare de Balbigny
- Gare de Boën
- Gare de Bonson
- Gare de Bouthéon
- Gare du Belvédère de Commelles (Train touristique des Belvédères)
- Gare du Belvédère de Magneux (Train touristique des Belvédères)
- Gare du Chambon-Feugerolles
- Gare du Coteau
- Gare d'Estivareilles (Chemin de fer du Haut Forez)
- Gare de Feurs
- Gare de Firminy
- Gare de Fraisses-Unieux
- Gare de La Fouillouse
- Gare de La Ricamarie
- Gare de Montbrison
- Gare de Montrond-les-Bains
- Gare de Noirétable
- Gare de Régny
- Gare de Rive-de-Gier
- Gare de Roanne
- Gare de Saint-Chamond
- Gare de Saint-Étienne-Bellevue
- Gare de Saint-Étienne-Carnot
- Gare de Saint-Étienne-Châteaucreux
- Gare de Saint-Étienne-La Terrasse
- Gare de Saint-Étienne-Le Clapier
- Gare de Saint-Jodard
- Gare de Saint-Romain-le-Puy
- Gare de Saint-Victor - Thizy
- Gare de Sury-le-Comtal
- Gare de Veauche - Saint-Galmier

### Gares fermées au trafic voyageurs: situées sur une ligne en service
- Gare de Couzon
- Gare de Saint-Martin - Sail-les-Bains
- Gare de Vendranges-Saint-Priest
- Gare de Villars

### Gares fermées au trafic voyageurs: situées sur une ligne fermée
- Gare d'Ambierle
- Gare de Boisset-le-Cerizet
- Gare de Bourg-Argental
- Gare de Bussières
- Gare de Charlieu
- Gare de Grézieux-le-Fromental
- Gare de Juré
- Gare de L'Hôpital-sur-Rhins
- Gare de La Grand-Croix
- Gare de La Roche
- Gare de Lorette
- Gare de Nus
- Gare de Pouilly-les-Nonains
- Gare de Pouilly-sous-Charlieu
- Gare de Renaison
- Gare de Saint-Bonnet-le-Château
- Gare de Saint-Just-en-Chevalet
- Gare de Saint-Just-sur-Loire
- Gare de Saint-Marcellin
- Gare de Valinches
- Gare de Vougy

## Les lignes ferroviaires

### En service
- Ligne de Moret - Veneux-les-Sablons à Lyon-Perrache
- Ligne de Saint-Georges-d'Aurac à Saint-Étienne-Châteaucreux
- Ligne de Clermont-Ferrand à Saint-Just-sur-Loire
- Ligne du Coteau à Saint-Germain-au-Mont-d'Or
- Ligne de Saint-Just-sur-Loire à Fraisses - Unieux

### Désaffectée
- Ligne du Coteau à Montchanin
- Ligne de Pouilly-sous-Charlieu à Clermain
- Ligne de Bonson à Sembadel (En service touristique  sur la section Estivareilles - Sembadel exploitée par le Chemin de fer du Haut Forez).